# Эттлингер, Яаков
Яаков Эттлингер (ивр. יעקב אטלינגר‎, нем. Jakob Ettlinger; 1798, Карлсруэ — 1871, Альтона) — немецкий раввин, глава иешивы в городе Альтона, был один из первых раввинов, сочетавших религию со светским образованием, оказал большое влияние на развитие иудаизма через учеников среди которых были раввины Шимшон Рафаэль Гирш и Азриэль Гильдесхаймер.

## Биография
Родился в Карлсруэ, обучался отцом рабби Аароном, раввином города. Затем учился в Вюрцбурге, в том числе и в Вюрцбургском университете. С 1826 года занимал раввинские посты, в 1836 году стал главой иешивы в Альтоне, где и остался до конца жизни.
Один из первых начал преподавать на немецком языке. Пропагандировал сочетание еврейской религии и европейской культуры, оставаясь на ортодоксальной позиции и постоянно борясь с реформистским иудаизмом.
Эттлингер разрешал ученикам слушать лекции на немецком по философии рабби Исаака Бернайса (Хахам Бернайс). Последний был главным раввином Гамбурга и провёл реформу традиционных школ «Талмуд-тора», включив светские предметы.
В иешиве в Альтоне учились Шимшон Рафаэль Гирш и Азриэль Гильдесхаймер. Под влиянием своего рабби молодой раввин Азриэль Гильдесхаймер пошёл учиться в университет, а Гирш разработал новое направление, где европейской культуре придавалось большое значение. Гильдесхаймер был более прагматик и основал Берлинскую раввинскую семинарию, где изучали и научную иудаику, что не признавал Гирш. Последний был также большим сепаратистом, чем Гильдесхаймер.
Через обоих выдающихся учеников рабби Эттлингер оказал большое влияние на развитие иудаизма, когда ученики создали франкфуртское (Гирш) и берлинское (Гильдесхаймер) направления современной ортодоксии. Эттлингер написал также несколько книг респонсов, толкований и проповедей.